# Njemanica
Njemanica (cyr. Њеманица) – wieś w Bośni i Hercegowinie, w Republice Serbskiej, w mieście Sarajewo Wschodnie, w gminie Istočni Stari Grad. W 2013 roku liczyła 140 mieszkańców.